# 学生e-sports連盟

一般社団法人学生esports連盟(通称:学e連)とは、【すべての学生ゲーマーが夢中になれる世界を共につくる】と【社会と学生の架け橋となる「esportsの未来」をつくる】を掲げ、学生が主体となって取組む、国内最大規模の大学対抗esportsリーグ【イーカレ】の開催を中心に活動している一般社団法人である。沖縄から北海道までの現役大学生が40名(2024年6月現在)が所属しており、活動を補助する社会人には大学教授、弁護士、税理士、映像制作会社、IT企業、クリエイターなどが名を連ねる。

## 概要
2019年3月に京都大学、同志社大学、立命館大学が大学対抗戦開催の運営母体となり発足。年に数回の大学対抗戦【イーカレ】を主催しており、これまでに約120大学1500名以上の参加がある。

## 沿革
- 2019年
  - 3月　京都大学、同志社大学、立命館大学が大学対抗戦開催の運営母体となり発足。
  - 7月　大学対抗戦の継続的な開催に向けて『一般社団法人 学生e-sports連盟』を設立。
- 2020年
  - 4月　学生esports連盟関東支部を設立。
  - 6月 『Apex Legends Japan Community League 2020 supported by CUP NOODLE -Stay Home.Play Together.-』に学生選抜チームを組成
- 2020年
  - 12月　一般社団法人 学生esports連盟 新体制
- 2021年
  - 12月　日本スポーツ産業学会様主催セミナー『大学esportsの最前線：現場だからこそ話せる「いま」と「未来」』に登壇
- 2022年
  - 春　　大学対抗戦の名称を【イーカレ】に統一
  - 7月　プログラミング教室【リプロ】を開講
- 2023年
  - 9月　『一般社団法人 学生e-sports連盟』から『一般社団法人 学生esports連盟』に名称変更。
  - 12月　学生ゲーマー交流コミュニティDiscordサーバー【eHub】開設
- 2024年
  - 6月　学e連の認めた学生を支援する事業【eGen】始動

## 大学対抗戦　イーカレ他
- 2019年
  - 大学対抗戦　PUBG MOBILE 大学対抗！インビテーショナルマッチ
- 2022年
  - 2月　PUBG社主催『PUBG MOBILE 企業対抗戦 2022』出場
  - 3月　公益財団法人日本サッカー協会と共催で『JFA eスポーツ・サッカー選抜大会 2022 学生大会』開催
  - 4月　中部学生e-sports協会、日本eスポーツ学生連盟と合同で『APEX LEGENDS CHALLENGERS CUP』開催
  - 7月　「イーカレ×AFTER 6 LEAGUE〜大学×企業 PUBG MOBILE混合SQUAD〜」開催
  - 11月　VALORANTイーカレ アイパクカップをアイチインパクト2022にてオフライン　開催(主催：学生e-sports連盟　協力：中部学⽣e-Sports協会・VCS・EYEC・学生eスポーツ協会)
  - 大学対抗戦【イーカレ】PUBG MOBILE　2022　開催
  - 大学対抗戦【イーカレ】 APEX LEGENDS 2022 Sponsored by GauG　開催
- 2023年
  - 3月　大学対抗戦【イーカレ】APEX LEGENDS NEW FACE CUP　開催
  - 9月　大学対抗戦【イーカレ】APEX LEGENDS 2023 SUMMER CUP　開催
  - 同月　大学対抗戦【イーカレ】PUBG MOBILE 2023 SUMMER CUP　開催
- 2024年
  - 3月　大学対抗戦【イーカレ】STREET FIGHTER 6 SPRING CUP 2024　開催
  - 6月　大学対抗戦【イーカレ】 VALORANT　SPRING CUP 2024　開催
  - 8月31日　大学対抗戦【イーカレ×KUL】VALORANT　SUMMER CUP 2024　開催予定

## 大学対抗戦 イーカレ以外の取組
- eHub

「学生ゲームコミュニティを発展させる」(学e連のBIより)ことを目標にdiscordで学生ゲーマーコミュニティの運営を行っている。
キャンパスを超えた学生ゲーマーの繋がりの強化を目的とし、同大学の仲間や対戦相手を見つける際に活用ができる。
社会人を含め500名弱の参加がある(2024年6月現在)
- eGen

学e連がその世代のe学生を証明する者。学e連が映像支援や金的支援を行うことで強いゲーマーの育成や周知を目的とする。
- eStory

「ゲームに関わるすべての学生にスポットライトを」(学e連のBIより)を目標にYouTubeを代表例としてSNSメディアを通じて運営スタッフを含めたゲームに関わる人を対外的に発信している。
- プログラミング教室【リプロ】

京都市伏見青少年活動センターや京都芸術センター、美山高校などでプログラミングの授業を行なっている。
- 奨学金による学生支援

大学対抗戦【イーカレ】にて優勝した大学に対して、一般募集を行い、大学と連携して奨学金の給付を行う。
- BBQ連盟(新歓BBQイベント)

学e連が毎年定期的に開催している新歓BBQイベント。1箇所の開催で40名近くの大学生が参加する。
- 学生アスリートライセンス

大学生認証が必須な大学対抗戦【イーカレ】に簡易的出場が可能なアプリ。今後は大学同士のTier制度の導入などを検討中。

## コミュニティイベント
- 2022年
  - 4月　e-SPORTS ZONE サンガスタジアム by KYOCERAにて合同新歓を開催
- 2023年
  - BBQ連盟京都会場
  - BBQ連盟東京会場
  - BBQ連盟愛知会場
- 2024年
  - BBQ連盟京都会場
  - BBQ連盟東京会場

## 協賛情報
- 2019年
  - 株式会社Anamorphosis Networksが協賛
  - 有限会社COOが協賛
- 2020年
  - 11月　株式会社パーソル プロセス＆テクノロジーが協賛
- 2021年
  - 3月　株式会社auペイメントが協賛
  - 4月　有限会社恒志堂が協賛
- 2021年
  - 6月　株式会社立川憲章(トロフィー生活)が協賛
  - 8月　GAMEGEEK LIMITEDが協賛
- 2022年
  - 4月　株式会社GauGが協賛
  - 6月　ホテルフクラシア大阪ベイが協賛
  - 7月　株式会社NASSOが協賛
- 2023年　　　
  - 株式会社スタージョイナス(現:TSIホールディングス)(BAIT)が協賛
- 2024年
  - Runway・Agency株式会社(Recgame)が協賛
  - Paiza株式会社(Paizaラーニング)が協賛

## メディア情報
- 2019年10月　産経新聞に掲載
- 2021年11月　筑波大学新聞に掲載